# تابع مزدوج محدب
در ریاضیات و بهینه‌سازی ریاضی، مزدوج محدب یک تابع، تعمیمی از تبدیل لژاندر است که برای توابع غیر محدب اعمال می‌شود. همچنین به عنوان تبدیل لژاندر-فنچل، تبدیل فنچل یا مزدوج فنچل (به افتخار آدرین-ماری لژاندر و ورنر فنچل) شناخته می‌شود. مزدوج محدب به طور گسترده برای ساخت مسئله دوگانگی در نظریه بهینه‌سازی استفاده می‌شود و در نتیجه دوگانگی لاگرانژی را تعمیم می‌دهد

## مثال
مثال۱: تابع افاین f(x)=ax+b
```
f*(y)= sup
x
(yx-ax-b)
```

تابع فوق زمانی محدود است که ضریب x صفر شود یعنی y-a=۰ در نتیجه y=a.
یعنی تابع مزدوج یک تابع افاین یک تابع تک مقداره است:
f*(y) = -b .
تنها مقدار دامنه آن y=a است.
مثال۲: تابع لگاریتم منفی: f(x) = -log(x)
f*(y) = supx>0(yx+log(x)) برای بدست آوردن سوپریمم عبارت فوق نسبت به x مشتق می‌گیریم که بدست می‌آید x = -1/y البته به شرط منفی بودن y.
پس اگر y<0 باشد تابع مزدوج تابع لگاریتم منفی برابر است با:
f*(y) = -1-log(-y)